# Revenge
《Revenge》 是韓國女子團體(G)I-DLE於2024年1月29日隨第二張正規專輯《2》發行的一首收錄曲。這首歌由田小娟作詞、作曲並參與編曲，歌詞以「復仇」為主題，傳達出“你的痛苦是我活下去唯一的樂趣”這樣的黑暗訊息。

## 發行背景
在2024年2月16日，Cube娛樂公開了(G)I-DLE的《Revenge》音樂錄影帶，這是一份特別獻給全球粉絲「Neverland」的禮物。這首歌曲是一部以「復仇」為主題的作品，展示了成員們在劇情中復仇的故事情節。該音樂錄影帶以一棟公寓爆炸的場景作為開場，並逐漸展開每個成員的故事線，呈現出一場精心策劃的復仇劇。

## 詞曲與製作
《Revenge》的詞曲由(G)I-DLE隊長田小娟創作，她同時與製作人Pop Time和Kako共同參與了曲曲的作曲和編曲。這首歌曲以強烈的搖滾風格為基調，融合了濃厚的電子音色和流行旋律。歌曲從前奏開始即呈現出一種經典且獨特的壓迫感，失真的貝斯吉他riff和緊張感十足的合成器音效貫穿全曲，增添了音樂的厚重感。田小娟為歌曲填寫了充滿戲劇性的歌詞，核心主題圍繞“復仇”展開。歌詞中直接傳達出「你的痛苦將成為我唯一的樂趣」這樣的訊息。刻畫了報復心理下的黑暗快感，與歌曲沉重的音色相呼應。

## 音樂錄影帶
《Revenge》音樂錄影帶的故事情節和主題是這部作品的核心，也是觀眾最為關注的部分。整個影片圍繞「復仇」這一強烈的主題展開，將每一位成員的角色與復仇情節緊密結合，形成了一個多層次的敘事結構。

### 開場的象徵意義
影片以一場公寓爆炸作為開場，這一爆炸場景不僅僅是視覺上的震撼，更象徵著情感的爆發和極端情緒的釋放。這場爆炸象徵著復仇的開端，表明了一種無可挽回的決心和毀滅性的力量。這種開場設計立即吸引了觀眾的注意，並為影片的黑暗基調奠定了基礎。

### 角色介紹
(G)I-DLE的成員們各自扮演了不同的角色，每個角色都在故事的情節中扮演了關鍵的角色。這些角色不僅增加了MV的戲劇性，也使整個故事更加引人入勝：
1. 舒华 - 調查官“S”[11]：舒华扮演的是一位清純氣質的調查官，她在MV中因找不到事件的線索而感到困惑與煩惱。她的角色具有雙重性，一方面敏感，另一方面又散發出一種純真的氣質，這讓她在劇情中顯得格外引人注目。
2. Minnie - 知名人士“M”[11]：Minnie在MV中飾演一位知名人士，她是第一個向警方報告公寓爆炸事件的人，但同時也被懷疑是縱火的嫌疑犯。她的角色因為其強烈的視覺衝擊力成為焦點，她在劇情中的表現既可愛又神秘，讓人捉摸不定。
3. 雨琦 - 音樂人“Y”[11] ：雨琦飾演一位音樂人，自事件發生以來，她便閉門不出，心情顯得十分複雜。她的角色在劇情中帶有一絲憂鬱，這與她平時活潑的形象形成了鮮明對比，為MV增添了更多情感層次。
4. 薇娟 - 精神分析醫生“D”[11]：薇娟飾演一位負責Minnie精神分析的醫生。她懷疑Minnie是犯人，但卻沒有任何證據來證實。她在劇中展現出了專業而又敏感的一面，為整個故事增加了緊張感。

## 評價
《Revenge》發行後獲得了樂評人和媒體的普遍關注與好評。韓國媒體讚揚這首歌的音樂錄影帶製作精良，情節緊湊宛如電影場景，(G)I-DLE成員在其中展現了出色的演技與強烈的舞台魅力。iMBC等媒體指出，歌曲開頭經典且獨特的管弦音色營造出強烈氛圍，而成員們在MV中大膽嘗試復仇題材的表演，令人眼前一亮。音樂評論者也對《Revenge》的曲風與編排予以肯定。K-pop評論網站The Bias List評價稱，這首歌帶有濃厚的搖滾質感和陰鬱氛圍，激昂的副歌讓成員們有發揮渾厚歌聲的空間。評價指出《Revenge》整體風格強烈，是近期(G)I-DLE作品中較為突出的一首，展現了團體駕馭多元曲風的能力。不過也有評論人提到，歌曲副歌部分以重覆的吟唱為主，旋律發展略顯簡單，但整體的強烈概念和氛圍仍足以給人深刻印象。
國際媒體方面，英國音樂雜誌NME針對《Revenge》推出了相關報導，關注其音樂錄影帶的劇情設計與歌曲在專輯中的位置。NME描述《Revenge》MV中(G)I-DLE成員共同策劃了一場復仇行動，最終在熊熊烈火中執行了計劃，展現出與以往K-pop形象不同的暗黑敘事。整體而言，媒體和樂評普遍認為《Revenge》延續了(G)I-DLE勇於嘗試多元風格的音樂特色，歌曲的主題和視覺呈現都具有鮮明個性，為專輯《2》增色不少。